# Ch'orat'an
Ch'orat'an är en ort i Armenien.   Den ligger i provinsen Tavusj, i den nordöstra delen av landet, 110 kilometer nordost om huvudstaden Jerevan. Ch'orat'an ligger 1 044 meter över havet och antalet invånare är 1 088.
Terrängen runt Ch'orat'an är lite bergig. Närmaste större samhälle är Berd, 8,6 kilometer väster om Ch'orat'an.
Trakten runt Ch'orat'an består till största delen av jordbruksmark. Runt Ch'orat'an är det ganska tätbefolkat, med 58 invånare per kvadratkilometer.